# Đầu rùa
Đầu rùa hay còn gọi càng cua (danh pháp khoa học: Gymnosporia marcanii) là một loài thực vật có hoa trong họ Dây gối. Loài này được Craib mô tả khoa học đầu tiên năm 1926.